# 悲しみは果てしなく
「悲しみは果てしなく」（原題： It Takes a Lot to Laugh, It Takes a Train to Cry）は、ボブ・ディランの楽曲。『追憶のハイウェイ 61』（1965年）に収録。

## 概要
1965年6月15日に最初の録音がなされる。録音スタジオはニューヨークのコロムビア・レコーディング・スタジオ。この時点でのプロデューサーはトム・ウィルソンであった。当初のタイトルは「Phantom Engineer」といった。この日録音されたアップテンポのバージョンはその後いくつかの「ブートレッグ・シリーズ」に収録された。
同年7月29日録音のテイク18がアルバム『追憶のハイウェイ 61』に収録される。プロデューサーはボブ・ジョンストンが務めた。演奏者はマイク・ブルームフィールド（ギター）、フランク・オーウェンズ（ピアノ）、ボビー・グレッグ（ドラムズ）、ラス・サヴァカス（ベース）。なお同日録音の他のテイクではアル・クーパーがオルガンを弾いていたが、最終的にはオルガンのないバージョンが選ばれた。
主な別バージョンは以下のとおり。
- 1965年6月15日録音のテイク1（リメイク）。『ブートレッグ・シリーズ第1〜3集』（1991年）に収録。
- 1965年6月15日録音のテイク9。『ノー・ディレクション・ホーム：ザ・サウンドトラック（第7集）』（2005年）に収録。
- 1965年6月15日録音のテイク8。『The Bootleg Series Vol. 12: The Cutting Edge 1965–1966』に収録。
- 1965年7月25日、ニューポート・フォーク・フェスティバルで行ったライブ・バージョン。
- 1971年8月1日、「バングラデシュ難民救済コンサート」で行ったライブ・バージョン。『バングラデシュ・コンサート』（1971年）に収録。
- 1975年11月21日、マサチューセッツ州ボストンで行われたライブ・バージョン。『ローリング・サンダー・レヴュー』（2002年）に収録。

タイトルの「It Takes a Lot to Laugh, It Takes a Train to Cry」は歌詞には出てこない。

## カバー・バージョン
- マイク・ブルームフィールド、アル・クーパー、スティーヴン・スティルス - 『スーパー・セッション』（1968年）に収録。アルバムのクレジットは3人の連名だが、本作品の録音にはブルームフィールドは参加していない。
- ブルー・チアー - 『New! Improved! Blue Cheer』（1969年）に収録。
- レオン・ラッセル - 『レオン・ラッセル・アンド・ザ・シェルター・ピープル』（1971年）に収録。
- マリアンヌ・フェイスフル - 『Rich Kid Blues』（1985年）に収録。
- タジ・マハール - 『Tangled Up in Blues: Songs of Bob Dylan』（1999年）に収録。
- TOTO - 『スルー・ザ・ルッキング・グラス』（2002年）に収録。